# 弗拉斯季米尔·哈伊什曼
弗拉斯季米尔·哈伊什曼（捷克語：Vlastimil Hajšman，1928年2月26日—1978年3月3日），捷克男子冰球运动员。他曾代表捷克斯洛伐克国家队参加1952年冬季奥林匹克运动会冰球比赛，获得第四名。